# Enrique Piñeyro y Barry
Enrique José Nemesio Piñeyro y Barry (La Habana, 1839-París, 1911) fue un escritor, crítico y abogado cubano.

## Biografía
Nació en La Habana el 19 de diciembre de 1839, hijo del profesor Narciso Piñeyro. Estudió filosofía en 1850 en el colegio del Salvador, en el que fue después profesor de Historia y Literatura. Se recibió de abogado el 17 de junio de 1863 y se dedicó a la literatura, colaborando en Brisas de Cuba, Siglo y Revista Habanera, que fundó con Zenea, Noches literarias y otras publicaciones. También escribió para la Revista de Cuba.

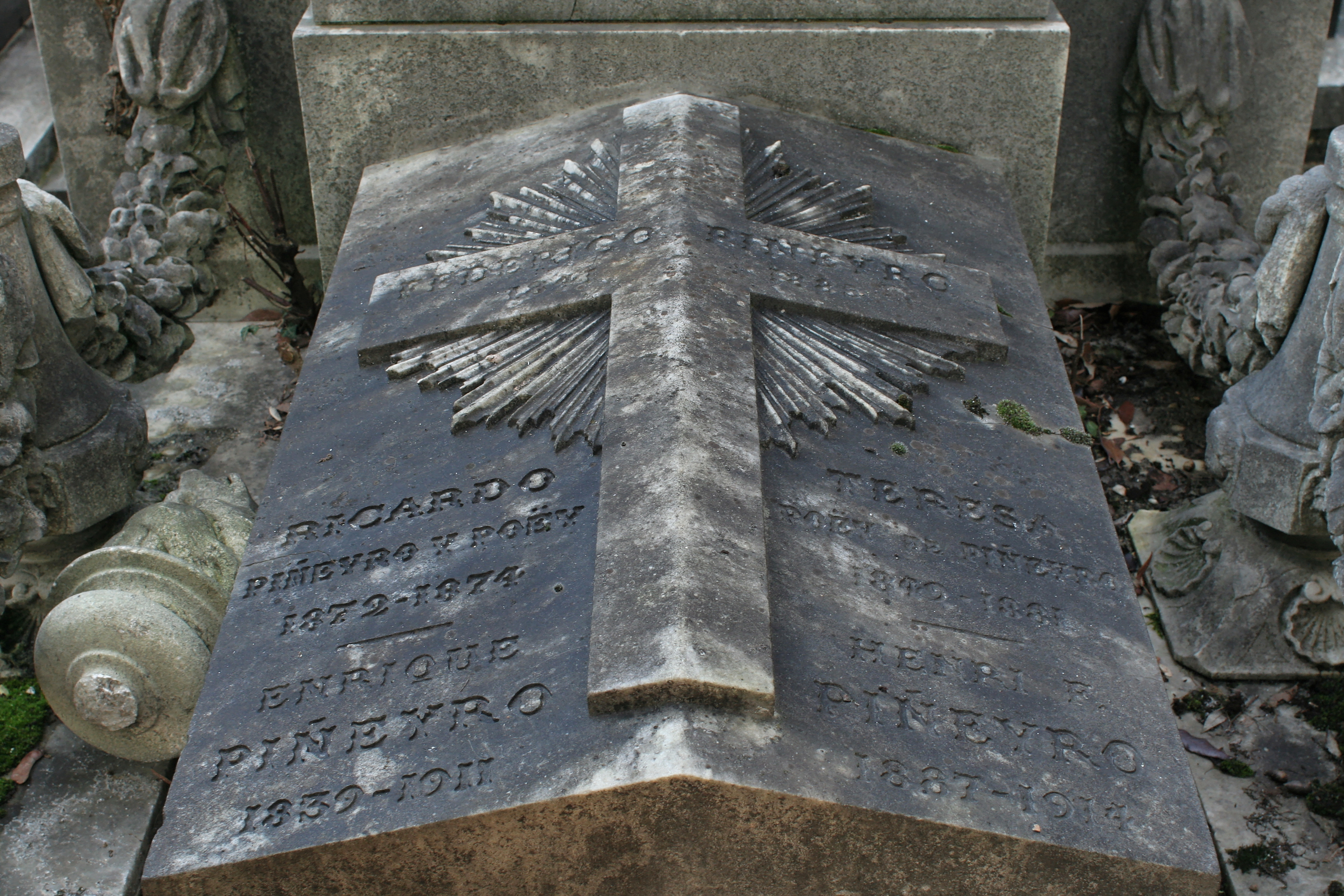
Tumba de Piñeyro en el cementerio del Père-Lachaise de París

En 1861 marchó a Madrid y viajó por Francia e Italia. Regresado en 1862 a la isla de Cuba, colaboró con Zenea en la Revista del Pueblo, que fundó Zambrana. Volvió a  España y tradujo A mi hija muerta de Victor Hugo. Tras el inicio de la guerra de los Diez Años, partió a Nueva York, en 1869, donde fue secretario de la legación que presidía José Morales Lemus. Allí dirigió en 1870 La Revolución, fundó en 1871 El Mundo Nuevo, al que después, en 1873, se asoció Mestre. Comenzó una Historia de la literatura española. En 1870 publicó un folleto titulado Biografía del general San Martín y en 1872 publicó Morales Lemus y la revolución de Cuba.
En 1875 partió a América del Sur, luego pasó a Francia, volvió a Cuba con la Paz del Zanjón y regresó a París, donde estableció su residencia. En 1880 publicó Estudios y conferencias y en 1883 Poetas famosos del siglo XIX. Cultivó la crítica literaria. Falleció el 11 de abril de 1911 en París.